# Советский районный краеведческий музей

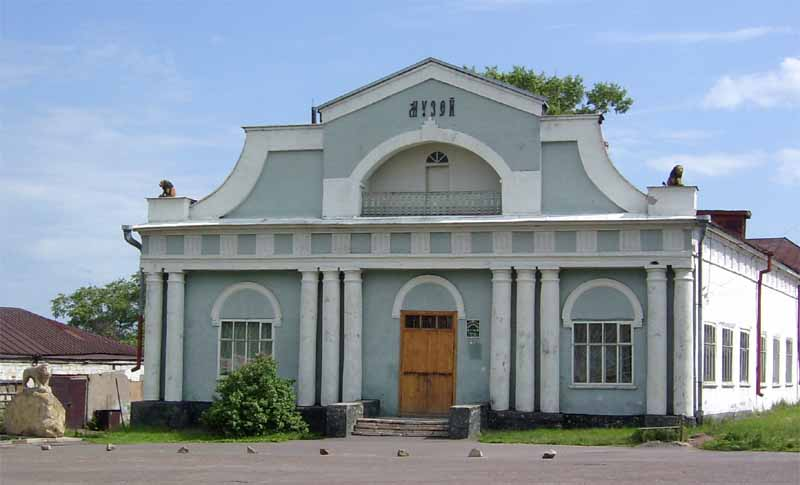
Здание музея

Советский районный краеведческий музей — главное учреждение краеведения Советского района Кировской области. Расположен в городе Советске на пл. Малькова, 6.

## История
Советский районный краеведческий музей открыт 16 июня 1910 по инициативе любителя — краеведа А. С. Лебедева (1888—1937). С 1919—1922 существовало два музея — родиноведческий и искусства и старины. В 1922 оба музея объединены в один научно-художественный, который в 1926 был преобразован в музей местного края. С 1936 музей именуется краеведческим. С 1982—1997 музей был филиалом Кировского объединённого историко-архитектурного и литературного музея. В ноябре 1985 музей переходит на новые площади. С 1986 по 1991 совместно с художниками Кировских художественно-производственных мастерских оформлены новые экспозиции: отделы природы, истории края, дооктябрьского прошлого, история с 1917 по 1991, знаменитые земляки, оборудован выставочным залом.
Здание: Бывшее здание Спасо-Преображенской церкви 1752 года постройки. В 1930-е было частично разрушено. Справа пристроены дополнительные площади.
До музея в здании находился районный дом Культуры.